# Teleelektryka
Teleelektryka – obszar zastosowań elektryczności do telekomunikacji. Teleelektryka ma fundamentalne znaczenie dla telekomunikacji, gdyż większość rozwiązań współczesnych systemów telekomunikacyjnych opiera się na elektronice.
Termin "teleelektryka" został wykreowany w latach 50. w ramach konkursu na znalezienie lepszej nazwy na określenia zagadnień związanych z teletechniką i telekomunikacją. Oprócz kilku książek wydanych pod tym tytułem nie ma obecnie żadnych praktycznych, ani teoretycznych zastosowań – po wpisaniu w wyszukiwarkach hasła "teleelektryka" otrzymamy mnóstwo wyników odnoszących się głównie do publikacji "Encyklopedia Techniki / Teleelektryka". Hasło "teleelektryka" nie wprowadziło więc niczego nowego, a jeszcze bardziej zagmatwało system nazewnictwa w obrębie telekomunikacji, teletechniki itd.